# Grythyttans landskommun
Grythyttans landskommun var en tidigare kommun i Örebro län.

## Administrativ historik
Kommunen inrättades i Grythyttans socken i Grythytte och Hällefors bergslag i Västmanland när 1862 års kommunalförordningar trädde i kraft.
Vid kommunreformen 1952 lämnades denna landskommun oförändrad.
I kommunen inrättades 8 april 1927 Grythyttans municipalsamhälle, vilket upplöstes 31 december 1956.
1967 uppgick landskommunen i Hällefors köping som sedan 1971 ombildades  till Hällefors kommun.
Kommunkoden 1952-1967 var 1816.

### Kyrklig tillhörighet
I kyrkligt hänseende tillhörde kommunen Grythyttans församling.

## Geografi
Grythyttans landskommun omfattade den 1 januari 1952 en areal av 447,43 km², varav 352,70 km² land. Efter nymätningar och arealberäkningar färdiga den 1 januari 1960 omfattade landskommunen den 1 november 1960 en areal av 451,17 km², varav 357,75 km² land.

### Tätorter i kommunen 1960
| Tätort           | Folkmängd |
| ---------------- | --------- |
| Grythyttan       | 1 163     |
| Hammarn, del ava | 236       |

Tätortsgraden i kommunen var den 1 november 1960 47,5 procent.

## Politik

### Mandatfördelning i valen 1938-1962
| 16 | 3 | 6 |

| 24 |

| 19 | 6 |

| 22 |

| 18 | 5 | 2 |

| 21 | 4 |

| 17 | 2 | 5 |  |

| 22 |

| 18 |  | 4 | 2 |

| 21 | 4 |

| 16 | 2 | 4 | 3 |

| 22 |

| 16 | 2 | 4 | 3 |

| 21 | 4 |